# Dicastribates tenuisetosus
Dicastribates tenuisetosus är en kvalsterart som beskrevs av Choi, Bayartogtokh och Aoki 200. Dicastribates tenuisetosus ingår i släktet Dicastribates och familjen Hermanniellidae. Inga underarter finns listade i Catalogue of Life.